# La Peau de chagrin (film, 1923)
Pour les articles homonymes, voir La Peau de chagrin (homonymie).
Pour plus de détails, voir Fiche technique et Distribution.
La Peau de chagrin (Slave of Desire) est un film américain réalisé par George D. Baker, sorti en 1923, adapté du roman La Peau de chagrin d'Honoré de Balzac.

## Synopsis
Raphaël de Valentin devient l'esclave de ses désirs lorsqu'il entre en possession d'une peau d'onagre, la fameuse peau de chagrin, qui accomplit tout ce qu'il demande. Mais à chaque souhait, la peau se réduit et en même temps, la vie de Raphaël.

## Fiche technique
- Titre : Slave of Desire
- Réalisation : George D. Baker
- Scénario : Charles E. Whittaker  d'après La Peau de chagrin d'Honoré de Balzac
- Adaptation : Alice D. G. Miller
- Assistant-réalisateur : Cyril Godonoff
- Pays de production :  États-Unis
- Date de sortie : 1923
- Genre : drame fantastique
- Durée : 70 min

## Distribution
- George Walsh : Raphaël de Valentin
- Bessie Love : Pauline Gaudin de Witschnau
- Carmel Myers : la comtesse Fœdora
- Wally Van : Eugène de Rastignac
- Edward Connelly : l'antiquaire
- Nick de Ruiz : Jean-Frédéric Taillefer
- Calvert Carter : Andoche Finot
- Eulalie Jensen : madame Gaudin